# Station Yorckstraße
Yorckstraße is een station van de S-Bahn, gelegen aan de gelijknamige straat, op de grens van de Berlijnse stadsdelen Schöneberg en Kreuzberg. Aangezien de S-Bahnlijn zich iets ten noorden van de Yorckstraße splitst, zijn er feitelijk twee S-Bahnstations, die ongeveer 250 meter uit elkaar liggen. Het westelijke station draagt ter onderscheiding de toevoeging Großgörschenstraße in zijn naam en wordt bediend door lijn S1; in het oostelijke S-Bahnstation stoppen de lijnen S2, S25 en S26. Het gelijknamige metrostation ligt tussen beide stations in en is onderdeel van lijn U7.

## S-Bahnstation Yorckstraße (Großgörschenstraße)
Op 1 oktober 1891 opende aan de Wannseebahn het station Großgörschenstraße, gelegen ten zuiden van de gelijknamige straat. Station Großgörschenstraße verving de voorstadshalte van het zuidelijker gelegen station Schöneberg (Kolonnenstraße), waar na de uitbreiding van de sporen geen ruimte meer was voor een perron aan de Wannseebahn. Om overstappen mogelijk te maken werd tussen beide stations een 300 meter lang, deels tussen de sporen verlopend verbindingspad aangelegd.

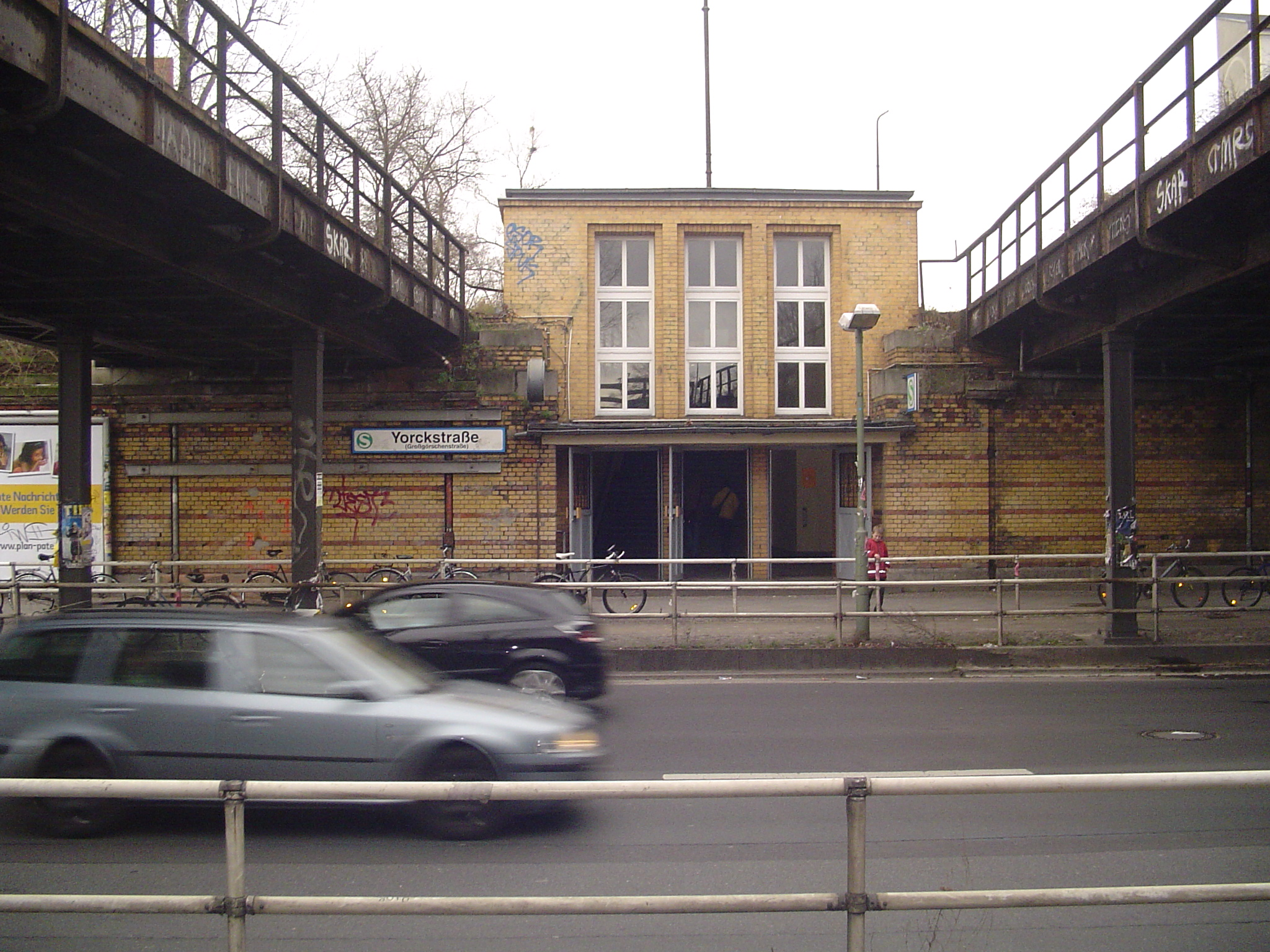
Toegang tot station Yorckstraße (Großgörschenstraße)

Vanaf 15 mei 1933 gingen S-Bahntreinen tussen Wannsee en het Potsdamer Wannseebahnhof stoppen in station Großgörschenstraße. Nadat de Noord-zuidtunnel onder het centrum van de stad op 8 oktober 1939 gereed was gekomen werd het station gesloten, omdat de sporen naar het oosten verlegd waren. Ten noordoosten van het oude station, tussen de Großgörschenstraße en de Yorckstraße, kwam een dag later een station in gebruik. De nieuwe locatie was beter bereikbaar voor reizigers, maar was toch slechts provisorisch bedoeld. Volgens de Germania-plannen van Albert Speer zou er ter vervanging een nieuw S-Bahnstation Hornstraße komen. Na de Tweede Wereldoorlog verdwenen de ombouwplannen echter van het toneel en werd het tijdelijk bedoelde station definitief.
In het gedeelde Berlijn werd de S-Bahn ook in het westen van de stad geëxploiteerd door de Oost-Duitse DR. Als gevolg hiervan ontstond een S-Bahnboycot en liep het aantal reizigers terug. Na een staking van het West-Berlijnse S-Bahnpersoneel in september 1980 viel het doek voor het grootste deel van het westelijke net en sloot station Großgörschenstraße zijn deuren. Nadat het stadsvervoerbedrijf BVG in 1984 het westelijke deel van de Berlijnse S-Bahn had overgenomen kwamen de lijnen geleidelijk weer in bedrijf. Vanaf 1 februari 1985 reden er weer treinen over de Wannseebahn.
Op 31 mei 1992 kreeg het station zijn huidige naam Yorckstraße (Großgörschenstraße), om de nabijheid van het metrostation en het S-Bahnstation Yorckstraße te benadrukken.

## S-Bahnstation Yorckstraße

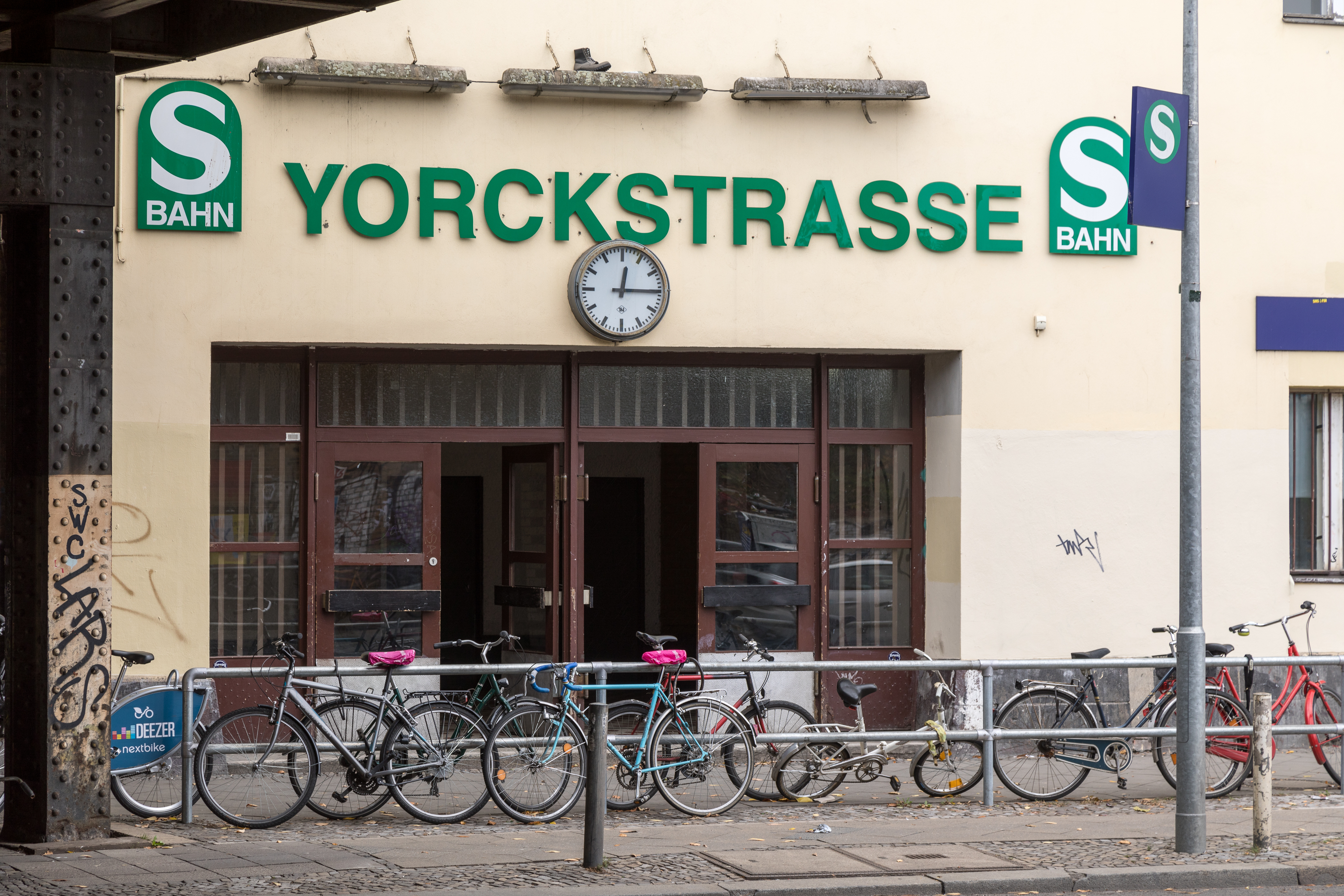
Ingang station Yorckstraße (S2/S25)

In 1901 werd langs de Anhalter Bahn tussen het Potsdamer Ringbahnhof en Lichterfelde Ost als proef een lijn voor elektrische voorstadstreinen aangelegd. Aan deze voorstadspoorweg, een voorloper van de S-Bahn, opende op 1 mei 1903 het station Yorkstraße (toen nog zonder c). Op 4 juni van hetzelfde jaar begon het elektrische bedrijf.

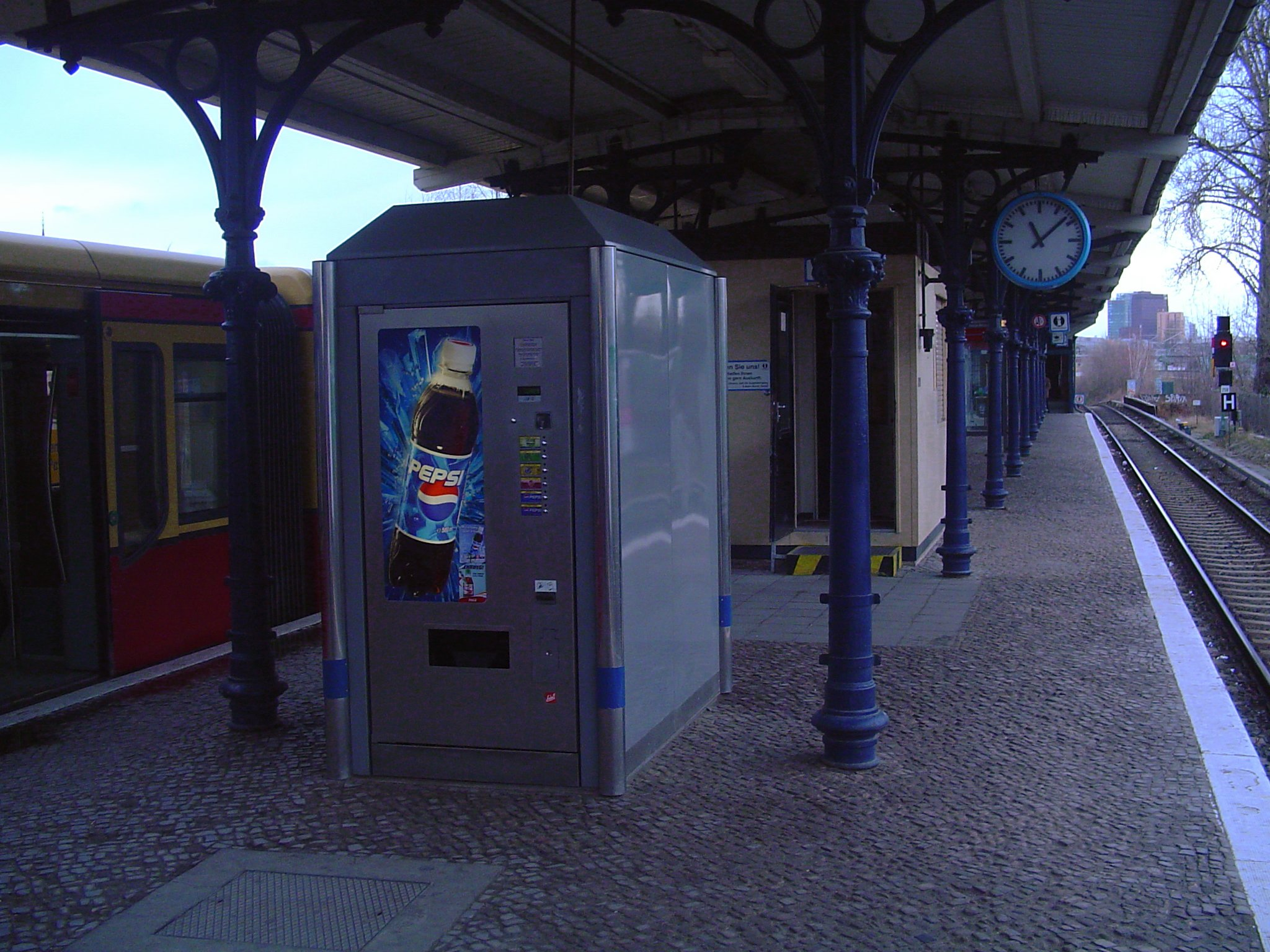
Het smalle perron van station Yorckstraße

Vanwege het gebrek aan ruimte moest de stationshal in het talud van de spoorbaan ingebouwd worden en ontstond bovendien het smalste S-Bahnperron van Berlijn: het eilandperron is slechts zes meter breed.
De positieve ervaringen met de elektrische exploitatie op de Anhalter Bahn leidde tot de elektrificatie van het gehele S-Bahnnet zoals het tegenwoordig bestaat. In plaats van de 550 V van het proefbedrijf werd gekozen voor 800 volt gelijkspanning via een derde rail. Op 2 juli 1929 kwam het nieuwe systeem in station Yorckstraße in gebruik; tegelijkertijd was ook het perron verhoogd om een gelijke instap mogelijk te maken. De elektrificatie gold voorlopig echter alleen voor de Anhalter Bahn en in station Yorckstraße stopten nog altijd stoomtreinen van de Dresdner Bahn (ruim vier kilometer ten zuiden van het station splitst de lijn zich).
Met de ingebruikname van de Noord-zuidtunnel werd ook de Dresdner Bahn geëlektrificeerd. De treinen eindigden voortaan niet meer in het Potdamer Ringbahnhof, maar reden door naar de noordelijke voorsteden Bernau en Velten. Nadat de tunnel in mei 1945 werd opgeblazen was Yorckstraße tot 1947 een voorlopig eindstation.
De S-Bahnstaking van 1980 had aanvankelijk geen gevolgen voor station Yorckstraße, omdat de lijnen naar Lichterfelde en Lichtenrade tot de weinige trajecten behoorden die in bedrijf bleven.
In 1985 werd een voetgangersbrug over de Yorckstraße geopend, die het S-Bahnperron met het metrostation verbindt. Ondanks het feit dat deze brug als provisorische oplossing bedoeld was, is hij nog altijd in gebruik.
Ten oosten van station Yorckstraße bevindt zich sinds maart 2006 de nieuwe hoofdspoorlijn naar Berlin Hauptbahnhof. Daarnaast zijn hier de verlaten sporen van het voormalige Anhalter Güterbahnhof te vinden. Aan dit goederenstation herinnert het grote aantal spoorbruggen dat de Yorckstraße nog altijd overspant. De S-Bahn maakt gebruik van de (vanuit het westen gezien) zesde en zevende van deze 27 Yorckbrücken, die net als het station onder monumentenbescherming staan.